# جورج براتلی
جورج براتلی (انگلیسی: George Bratley; ۱۷ ژانویهٔ ۱۹۰۹ – 1978 (aged 69)) بازیکن فوتبال اهل بریتانیا بود.
از باشگاه‌هایی که در آن بازی کرده‌است می‌توان به باشگاه فوتبال شفیلد ونزدی، باشگاه فوتبال بث سیتی، باشگاه فوتبال روترهام یونایتد، باشگاه فوتبال سوئیندون تاون، باشگاه فوتبال بارو، باشگاه فوتبال تانبریج ولز، و باشگاه فوتبال گینزبورو ترینیتی اشاره کرد.